# Робертсон, Патрисия
Патрисия Робертсон (англ. Patricia Consolatrix Hilliard Robertson; 12 марта 1963, Indiana, Пенсильвания — 24 мая 2001, Manvel, Техас) — американский врач и астронавт.

## Биография
Патрисия родилась в Индиане (штат Пенсильвания), ее родители — Ильз и Гарольд Гиллиард из Гомер-Сити. Вступила в брак со Скоттом Робертсоном.
Закончила старшую школу центрального Гомера в 1980 году. В 1985 году получила степень бакалавра по биологии в университете Пенсильвании (Индиана), а в 1989 году получила диплом доктора медицины в Медицинском колледже Пенсильвании. Закончила трехгодичную ординатуру по семейной медицине в 1992 году и в том же году была сертифицирована Американским советом семейной медицины. Она окончила университет Техаса и космический центр НАСА имени Линдона Джонсона в 1997 году, что включало начальный курс аэрокосмической медицины на авиабазе Брукс.

### Карьера
После окончания обучения по специальности «семейная медицина» в 1992 году Робертсон присоединилась к групповой практике в Эри. Она три года работала в больнице святого Винсента клиническим координатором подготовки студентов-медиков, а также обеспечивала обучение и наблюдение для работающих врачей. В 1995 году Робертсон стала одной из двух стипендиатов, выбранных для изучения аэрокосмической медицины в медицинском отделении Техасского университета (Галвестон) и в Космическом центре Джонсона (Хьюстон). Одновременно с этим Робертсон осуществила исследовательский проект по изучению эксцентрических и концентрических резистивных упражнений для космических полетов. В 1997 году Робертсон начала работать в Клинике авиационной медицины в Космическом центре Джонсона, где оказывала медицинскую помощь космонавтам и их семьям.
Робертсон была инструктором полётов многомоторных аппаратов. В свободное время она занималась инструктажем полетов, пилотажем и полетами со своим мужем. Она налетала более 1650 часов.

### Карьера в НАСА
В июне 1998 года Робертсон была избран кандидатом в астронавты НАСА и в августе этого же года она приступила к обучению. Её подготовка в качестве кандидата в астронавты включала ориентационные брифинги и экскурсии, многочисленные научно-технические брифинги, интенсивное обучение системам Шаттл и Международной космической станции, физиологическую подготовку и наземную школу с лётной подготовкой на Northrop T-38 Talon, а также обучение технике выживания на воде и в дикой природе. После окончания обучения она работала офисным представителем системы охраны здоровья экипажа (CHeCS), а также астронавтом поддержки экипажа (CSA) для экипажа второй экспедиции МКС.
Робертсон Патрисия умерла 24 мая 2001 года в Хьюстоне от ожоговых травм, полученных в результате падения частного самолёта в воздушном парке Вулф (Техас).

## Отличия и награды
- Премия НАСА за эффективность
- Финалистка премии молодого исследователя (Ассоциация космической медицины)
- Премия заслуженным выпускникам Индианского университета Пенсильвании (2000 год)

В её честь назван Центр авиационной медицины имени Патрисии Гиллиар-Робертсон в Индианском региональном медицинском центре.